# Ciornuhî, Ucraina
Ciornuhî (în ucraineană Чорнухи) este așezarea de tip urban de reședință a raionului Ciornuhî din regiunea Poltava, Ucraina. În afara localității principale, mai cuprinde și satul Bohdanivka.

## Demografie
Componența lingvistică a așezării de tip urban Ciornuhî
     Ucraineană (97,42%)
     Rusă (2,39%)
     Alte limbi (0,06%)
Conform recensământului din 2001, majoritatea populației așezării de tip urban Ciornuhî era vorbitoare de ucraineană (97,42%), existând în minoritate și vorbitori de rusă (2,39%).